# سوسک‌های بهار نادر
سوسک‌های بهار نادر (نام علمی: Cerophytidae) نام یک خانواده از بالاخانواده بهارسوسک‌واران است.